# Mithrodia clavigera
Mithrodia clavigera är en sjöstjärneart som först beskrevs av Jean-Baptiste Lamarck 1816.  Mithrodia clavigera ingår i släktet Mithrodia och familjen Mithrodiidae. Inga underarter finns listade i Catalogue of Life.